# Dipartimento di Menoua
Il dipartimento di Menoua è un dipartimento del Camerun nella Regione dell'Ovest.

## Comuni
Il dipartimento è suddiviso in 5 comuni;
- Dschang
- Fokoué
- Nkong-Ni
- Penka-Michel
- Santchou